# التحالف الدولي للطاقة الشمسية
التحالف الدولي للطاقة الشمسية  (بالإنجليزية: International Solar Alliance) هو تنظيم حكومي دولي تقوده الهند، ويهدف إلى تعزيز استخدام الطاقة المتجددة المتمثلة في الشمس بدلا عن الوقود الأحفوري، وذلك في نحو 121 دولة ذات أجواء مشمسة وتقع أراضيها بين مداري السرطان والجدي.
تم الإعلان عن التحالف في مؤتمر الأمم المتحدة للتغير المناخي، والذي عقد في باريس عام 2015 من قبل الرئيس الفرنسي السابق فرانسوا هولاند ورئيس الوزراء الهندي ناريندرا مودي.
وفي عام 2016، أثناء مؤتمر الأمم المتحدة لتغير المناخ المنعقد في مراكش، تم طرح الإتفاقية التي تؤسس للتحالف من أجل المصادقة والتوقيع من قبل الـ121 دولة.
وتبرعت الهند بمبلغ 27 مليون دولار أمريكي من أجل تأسيس رأس مال وبنية تحتية للتحالف لفترة 5 سنوات بدأت في عام 2016 وتنتهي في 2021.

## المقر الرئيسي
يقع المقر الرئيسي للتحالف الدولي للطاقة الشمسية في الهند، في يناير عام 2016 وضع ناريندرا مودي والرئيس الفرنسي آنذاك فرانسوا هولاند حجر الأساس لمقر آي أس أي (International Solar Alliance) افتتحوا الأمانة المؤقتة في المعهد الوطني للطاقة الشمسية أن آي أس إي (NISE) في غوال باهاري وغوروغرام والهند. خصصت الحكومة الهندية خمسة فدادين من الأراضي في الحرم) أن آي أس إي لمقرها الرئيسي في المستقبل، كما ساهمت بمبلغ 1.75 مليار دولار (25 مليون دولار أمريكي) في الصندوق لبناء المقر الخاص بالتحالف وتغطية النفقات المالية للسنوات الخمس الأولى. يسمى التحالف أيضا بالوكالة الدولية لسياسة وتطبيق الطاقة الشمسية آي أيه أس بّي أيه (IASPA).

## الهدف
ينصَبْ التركيز الرئيسي على استخدام الطاقة الشمسية، إذ أن أطلاق مثل هذا التحالف في باريس يرسل أشارة قوية إلى المجتمعات العالمية حول صدق الدول النامية تجاه قلقها بشأن تغير المناخ والتحول إلى مسار تنمية الكاربون المنخفض، تعهدت الهند بنصب (100 جيجاواط) بحلول عام 2022 وخفض كثافة الأنبعاثات بنسبة 33-35% بحلول عام 2030 للسماح للطاقة الشمسية بالوصول إلى القرى والمجتمعات الأكثر ارتباطا وكذلك لخلق كوكب نظيف. عُرضَ تعهُد الهند إلى مؤتمر قمة باريس لجلب 40% من طاقتها لتوليد الكهرباء (وليس الإنتاج الفعلي) من مصادر غير أحفورية (قابلة للتجديد وطاقة مائية ونووية) بحلول عام 2030 وهي تستند إلى التعاون العالمي المشترك.

## الأهمية الجغرافية
تسمى المنطقة الواقعة بين مداري السرطان والجدي بالمنطقة المدارية. النقاط الموجودة على مدار السرطان هي أقصى النقاط الشمالية التي يمكن للشمس أن تمر من فوقها مباشرة. وكذلك تقع أقصى الجنوب في مدار الجدي الذي يتبع نفس المعايير. يظهر الموقع في شمال مدار السرطان إن الشمس في الجنوب تبدو جَليةً. أكثر دول العالم إشراقا تقع في القارة الأفريقية، تمتد من الصومال -القرن الأفريقي- ومن الشرق إلى النيجر ومن الغرب والشمال إلى مصر.
وبالنسبة للهند، يمكن أن تتمثل الفوائد الإضافية المحتملة من هذا التحالف في تعزيز الروابط مع الدول الأفريقية الكبرى وتؤكد النوايا الحسنة للهند من بين الدول.

## الأعضاء
التحالف هو منظمة دولية قائمة على المعاهدات. افتتحت الاتفاقية الإطارية للتحالف الشمسي الدولي وذلك للتوقيع في مراكش بالمغرب في نوفمبر 2016، على هامش مؤتمر مراكش لتغير المناخ (الدورة الثانية والعشرون لمؤتمر الأطراف) في اليوم الأول من 15 نوفمبر، وقعت 16 دولة على الاتفاقية: الهند والبرازيل وجمهورية الكونغو الديمقراطية وجمهورية الدومينيكا، جمهورية غينيا، مالي، ناورو، النيجر، تنزانيا، توفالو، كمبوديا، أثيوبيا، بوركينا فاسو، بنغلادش، مدغشقر. بحلول 17 نوفمبر وقعت غينيا بيساو، فيجي، فرنسا أيضا على الاتفاق، في 6 نوفمبر 2017 عقد وزير الشؤون الخارجية الهندي سوشما سواراج اجتماعا مع وزير خارجية غينيا مامادي توري، خلال هذا الاجتماع سَلم مامادي توري صك انضمام غينيا إلى التحالف الدولي للطاقة الشمسية الذي بدأته الهند، كما وقعت فانواتو وليبيريا الاتفاقية.
بعد ذلك انضم 107)) دولة أخرى إلى الاتفاقية بما في ذلك جميع الدول الكبرى التي تقع بين المناطق المدارية للسرطان والجدي، بما في ذلك المكسيك، بيرو، تشيلي، الأرجنتين، باراغواي، البرازيل، الهند، إستراليا، نيوزيلندا، الصين. بدأ الاجتماع السري من 30 نوفمبر 2015 لتجميع أشعة الشمس، يسمى آي أن أس بّي أيه الوكالة الدولية لسياسة وتطبيق أشعة الشمس.

### الأطراف التي وقعت على هيكلية التحالف الدولي لطاقة الشمسية
البلدان التالية هي الأعضاء المرتقبة لهذا التحالف، الذين وقعوا الهيكل. الدول التي تحمل علامة (*) هي الدول التي صادقت على الهيكل. بالاو هي أحدث عضو في التحالف: 
- الجزائر
- أستراليا +
- بنغلاديش +
- بنين
- بوليفيا +
- البرازيل +
- بوركينا فاسو +
- بوروندي +
- كمبوديا
- الرأس الأخضر
- تشاد
- تشيلي
- كوستاريكا
- جمهورية الكونغو الديمقراطية
- جزر القمر +
- كوبا +
- جيبوتي
- دومينيكا
- جمهورية الدومينيكان
- مصر
- غينيا الاستوائية
- إثيوبيا
- فيجي +
- فرنسا +
- الغابون +
- غامبيا
- غانا +
- غينيا +
- غينيا بيساو
- غيانا +
- الهند +
- ساحل العاج +
- اليابان
- كيريباتي
- لبنان
- مدغشقر +
- مالاوي +
- مالي +
- موريشيوس +
- موزمبيق
- ناميبيا
- ناورو +
- هولندا
- النيجر
- نيجيريا +
- بابوا غينيا الجديدة +
- بيرو +
- بالاو
- رواندا +
- السعودية
- ساو تومي وبرينسيب
- السنغال
- غينيا بيساو +
- الصومال +
- جنوب السودان +
- سريلانكا +
- السودان +
- سورينام
- تنزانيا
- تونغا
- توغو +
- توفالو +
- أوغندا +
- الإمارات العربية المتحدة +
- المملكة المتحدة
- فانواتو
- فنزويلا +
- اليمن
- زامبيا

بصرف النظر عن هذه الدول، هناك 55 عضوا آخر ومجموعهم 121 عضوا في التحالف. في الآونة الأخيرة انضمت اريتريا وسانت كيتس إلى التحالف الدولي للطاقة الشمسية وأرتفع عدد الأعضاء إلى 83 عضوا.

## المبادرات والشراكات
عقد التحالف شراكة مع البنك الدولي لإطلاق الأطلس العالمي للطاقة الشمسية في مؤتمر القمة العالمي لطاقة المستقبل في أبو ظبي. الأطلس العالمي للطاقة الشمسية هو عبارة عن أطلس الكتروني يعرض متوسط إمكانات الطاقة الشمسية السنوية في أي مكان في العالم وبالتالي يحدد المواقع المحتملة لتوليد الطاقة الشمسية. أعلن البنك الدولي أن هذا الجهاز سوف يساعد الحكومات على توفير ملايين الدولارات في أبحاثها الخاصة وتزويد المستثمرين ومطوري الطاقة الشمسية بمنصة يمكن الوصول إليها بسهولة وموحدة لمقارنة إمكانات الموارد بين المواقع في منطقة واحدة أو عبر بلدان متعددة.
قال ريكتردو بوليتي مدير أقدم ورئيس الممارسة العالمية للطاقة والاستخراج في البنك الدولي: «يشهد البنك الدولي زيادة كبيرة من اهتمام عملائنا بالطاقة الشمسية نتيجة للانخفاض الحاد للتكلفة على مدار الأعوام القليلة الماضية. نأمل أن الأطلس العالمي للطاقة الشمسية سيساعد في إثراء قرارات التخطيط والاستثمار الحاسمة التي سيتوجب اتخاذها خلال العقد المقبل للانتقال إلى أشكال أكثر استدامة للطاقة». وقال بيوش جويال وزير الطاقة في الهند: «سيساعد هذا الجهاز الحكومات والمستثمرين في الحصول على إشارة أولية إلى إمكانات الموارد الشمسية قبل أجراء التحليلات الأكثر تعقيدا».

## الهدف المستقبلي
دعت الهند بمساندة من فرنسا الدول لتسهيل البنية التحتية لتنفيذ مشاريع الطاقة الشمسية، إذ تم تخصيص تحالف بقيمة 1 تريليون دولار كاستثمار والتعهد بجعل تكاليف الطاقة الشمسية أكثر تكلفة للمجتمعات النائية التي يتعذر الوصول إليها. سيؤيد التحالف الهند في تحقيق هدفها في توليد 100 جيجا واط من الطاقة الشمسية و175 جيجا واط من الطاقة المتجددة بحلول عام 2022 وستدعم البلدان بعضها البعض في مجال البحث والتطوير وكذلك غيرها من الأنشطة الرفيعة المستوى.
ويُنظر إليها أيضا على أنها تحالف من جانب البلدان النامية لتشكيل جبهة موحدة وأجراء البحوث والتطوير لصنع معدات الطاقة الشمسية داخل البلدان النامية.  

## التقدم
دخل التحالف في اتفاق مع البنك الدولي لتسريع تنظيم التمويل للطاقة الشمسية في 30 يونيو 2016. سيكون للبنك الدولي دور رئيسي لتعبئة أكثر من 1000 مليار دولار أمريكي من الاستثمارات التي ستكون مطلوبة بحلول عام 2030، لتحقيق أهداف الدولي للطاقة الشمسية الخاصة بالنشر الشامل للطاقة الشمسية وبأسعار معقولة. حتى يومنا هذا وقعت 74 دولة وصادقت 52 دولة على الاتفاق الإطاري لتحالف الدولي للطاقة الشمسية. مع مصادقة 15 دولة سيصبح المعيار الدولي للتحالف الدولي للطاقة الشمسية منظمة دولية حكومية قائمة على المعاهدات وستعترف بها الأمم المتحدة قانونيا لتصبح قابلة للتنفيذ بشكل كامل.
أعلنت حكومة الهند في القمة العالمية لطاقة المستقبل دبليو أف إي أس (WFES) المنعقدة في أبو ظبي في يناير 2018، عن إنشاء رأس مال لتطوير الطاقة الشمسية بقيمة 350 مليون دولار لتمكين تمويل مشاريع الطاقة الشمسية.